# Nuo
Le Nuo (儺 / 傩) regroupe une importante quantité de rites sacrés traditionnels chinois.
Les traces les plus anciennes des cérémonies d’exorcisme Nuo datent de l’Antiquité, à travers les écrits du Rituel des Zhou et le Livre des rites, ainsi que sur des fresques murales en diverses provinces de la Chine et sur des vases en bronze du Ve siècle av. J.-C. Les origines des rites Nuo pourraient être plus anciennes. Certains historiens de l’art interprètent des personnages représentés sur une poterie néolithique comme des chamans en train de danser.
Le Nuo pourrait être à l'origine de la légende du monstre Nian et de certains rites du Nouvel an chinois, ainsi que du personnage de Zhong Kui, dieu exorciste.
Ces rites sont encore pratiqués en Chine, sous forme de théâtre de rue ; ils sont l'une des expressions les plus anciennes de la culture traditionnelle chinoise. Les figurants revêtent des masques et vont de foyer en foyer pour faire sortir les démons des maisons.